# Ingauns
Els ingauns (en llatí ingauni, en grec antic Ἰγγαυνοι) eren una tribu lígur que vivia a la zona de costa dels Alps marítims i a les muntanyes properes, a l'oest del golf de Gènova. La seva capital es deia Albium Ingaunum, l'actual Albenga.
Des de temps antics van ser una de les tribus més fortes i bel·licoses de la Ligúria i van tenir un paper important en les lluites contra els romans. Titus Livi menciona el seu nom per primer cop quan parla de l'arribada a Ligúria de Magó Barca, el germà d'Hanníbal l'any 205 aC, i diu que els ingauns estaven en aquell moment en guerra amb els epanteris (epanterii), que eren veïns seus i vivien més a l'interior. Magó va establir una aliança amb ell contra els seus enemics. Més tard, Magó Barca va anar a la Gàl·lia Cisalpina a lluitar contra els romans, i portava amb ell diverses tribus de lígurs, entre ells els ingauns. Derrotat, Magó va tornar al seu país, utilitzant els ports d'aquesta tribu en la seva última sortida cap a Àfrica l'any 203 aC. Quan va finalitzar la Segona Guerra Púnica l'any 201 aC, el cònsol romà Publi Eli Pet va concloure un tractat amb els ingauns. Setze anys després, el 185 aC, van tornar a entrar en guerra amb els romans quan el cònsol Api Claudi Pulcre va entrar als seus territoris, els va derrotar en diverses batalles i es va apoderar de sis de les seves ciutats. Tot i així els ingauns encara estaven en guerra el 181 aC i el procònsol Luci Emili Paulus Macedònic els va atacar al seu propi territori. Aquest general va estar en greu perill, perquè els ingauns el van sorprendre i van assetjar el seu campament. però finalment va obtenir una victòria decisiva on va matar 15.000 enemics i en va fer presoners a 2.500. Aquesta victòria li va valdre els honors d'un triomf, i va fer possible que altre3s pobles lígurs demanessin espontàniament la pau, diu Titus Livi. No es tenen més notícies concretes de la seva història, probablement perquè els últims llibres de Titus Livi s'han perdut, però segurament no van estar gaire temps en pau amb Roma. Plini el Vell en parla, i diu que el seu territori va sofrir una alteració dels límits almenys unes trenta vegades. Sembla que entre les seves activitats destacava la pirateria, que exercien des de les dues parts de la costa vora la seva capital, una pràctica que van mantenir fins al final.
En temps d'Estrabó i de Plini el Vell, encara es mantenien com a tribu independent, però no se sap exactament quina part del territori ocupaven, encara que es devien estendre cap a l'oest de la capital fins al territori dels intemelis (intemelii). A més d'Albium Ingaunum segurament tenien altres ciutats menors, però no se'n coneix ni el nom ni la localització.